# Salvador Luria
Salvador Edward Luria (Turim, 13 de agosto de 1912 — Lexington, Massachusetts, 6 de fevereiro de 1991) foi um microbiologista italiano naturalizado estadunidense.
Foi agraciado, junto com Max Delbrück e Alfred Hershey, com o Nobel de Fisiologia ou Medicina de 1969, por investigar o mecanismo das infecções virais em células vivas, especialmente os bacteriófagos.

## Pesquisa de fago
Salvador Luria com Esther Lederberg no Simpósio Cold Spring Harbor de 1953. No fundo estão Aaron Novick, Bruce Stocker, Haig Papazian e Geraldine Lindegren.
Luria chegou à cidade de Nova York em 12 de setembro de 1940 e logo mudou seu nome e nome do meio. Com a ajuda do físico Enrico Fermi, que ele conhecia desde seu tempo na Universidade de Roma, Luria recebeu uma bolsa da Fundação Rockefeller na Universidade de Columbia. Ele logo conheceu Delbrück e Hershey, e eles colaboraram em experimentos no Cold Spring Harbor Laboratory e no laboratório de Delbrück na Vanderbilt University.
Seu famoso experimento com Delbrück em 1943, conhecido como o experimento Luria-Delbrück, demonstrou estatisticamente que a herança em bactérias deve seguir os princípios darwinianos em vez de lamarckianos e que bactérias mutantes que ocorrem aleatoriamente ainda podem conceder resistência viral sem a presença do vírus. A ideia de que a seleção natural afeta as bactérias tem consequências profundas, por exemplo, explica como as bactérias desenvolvem resistência aos antibióticos.
De 1943 a 1950, ele trabalhou na Universidade de Indiana. Seu primeiro aluno de graduação foi James D. Watson, que passou a descobrir a estrutura do DNA com Francis Crick. Em janeiro de 1947, Luria naturalizou-se nos Estados Unidos.
Em 1950, Luria mudou-se para a Universidade de Illinois em Urbana – Champaign. No início da década de 1950, Luria e Giuseppe Bertani descobriram o fenômeno da restrição e modificação controlada pelo hospedeiro de um vírus bacteriano: uma cultura de E. coli pode reduzir significativamente a produção de fagos cultivados em outras cepas; no entanto, uma vez que o fago se estabelece naquela cepa, eles também ficam restritos em sua capacidade de crescer em outras cepas. Mais tarde, foi descoberto por outros pesquisadores que as bactérias produzem enzimas que cortam o DNA viral em sequências particulares, mas não o próprio DNA da bactéria, que é protegido por metilação. Essas enzimas ficaram conhecidas como enzimas de restrição e se tornou uma das principais ferramentas moleculares da biologia molecular.
Luria ganhou o Prêmio Nobel de Fisiologia ou Medicina em 1969, com Max Delbrück e Alfred Hershey, por suas descobertas sobre o mecanismo de replicação e a estrutura genética dos vírus.